# Еромарин PG-1
Еромарин PG-1 (енгл. Aeromarine PG-1) је амерички ловачки авион. Први лет авиона је извршен 1922. године. 

Највећа брзина у хоризонталном лету је износила 209 km/h. Размах крила је био sp метара а дужина o метара. Маса празног авиона је износила 1374 kg, а нормална полетна маса 1777 kg. Био је наоружан са једним топом 37 mm и једним митраљезом 12,7 mm

## Наоружање
| Наоружање авиона: Еромарин     |      |
| Ватрено (стрељачко) наоружање  |      |
| Топ                            |      |
| Број и ознака топа             | 1    |
| Калибар                        | 37   |
| Митраљез                       |      |
| Број и ознака митраљеза        | 1    |
| Калибар                        | 12,7 |
| Бомбардерско наоружање (бомбе) |      |
| Ракетно наоружање (ракете)     |      |